# Racing de Santander
Real Racing Club de Santander, SAD (phát âm tiếng Tây Ban Nha: [reˈal ˈraθiŋ kluβ ðe santanˈdeɾ]), còn được gọi là Racing de Santander (phát âm [ˈraθin de santanˈdeɾ]) hoặc đơn giản là Racing, là một câu lạc bộ bóng đá Tây Ban Nha có trụ sở tại Santander, trong cộng đồng tự trị của Cantabria. Được thành lập vào năm 1913, câu lạc bộ này hiện đang chơi ở Segunda División, tổ chức các trận đấu tại nhà tại Estadio El Sardinero, với sức chứa cho 22.222 khán giả. Đây là một trong mười câu lạc bộ sáng lập của La Liga.

## Lịch sử
Racing de Santander đã chơi trận đầu tiên vào ngày 23 tháng 2 năm 1913, thua 1-2 trước câu lạc bộ hàng xóm Strong. Nó được chính thức thành lập vào ngày 14 tháng 6, với tên Santander Racing Club, xuất hiện trong giải đấu đầu tiên vào mùa hè năm đó (Luis Redonet Trophy) và được kết nạp vào Liên đoàn miền Bắc vào ngày 14 tháng 11, cuối cùng sáp nhập với Câu lạc bộ bóng đá Santander. 

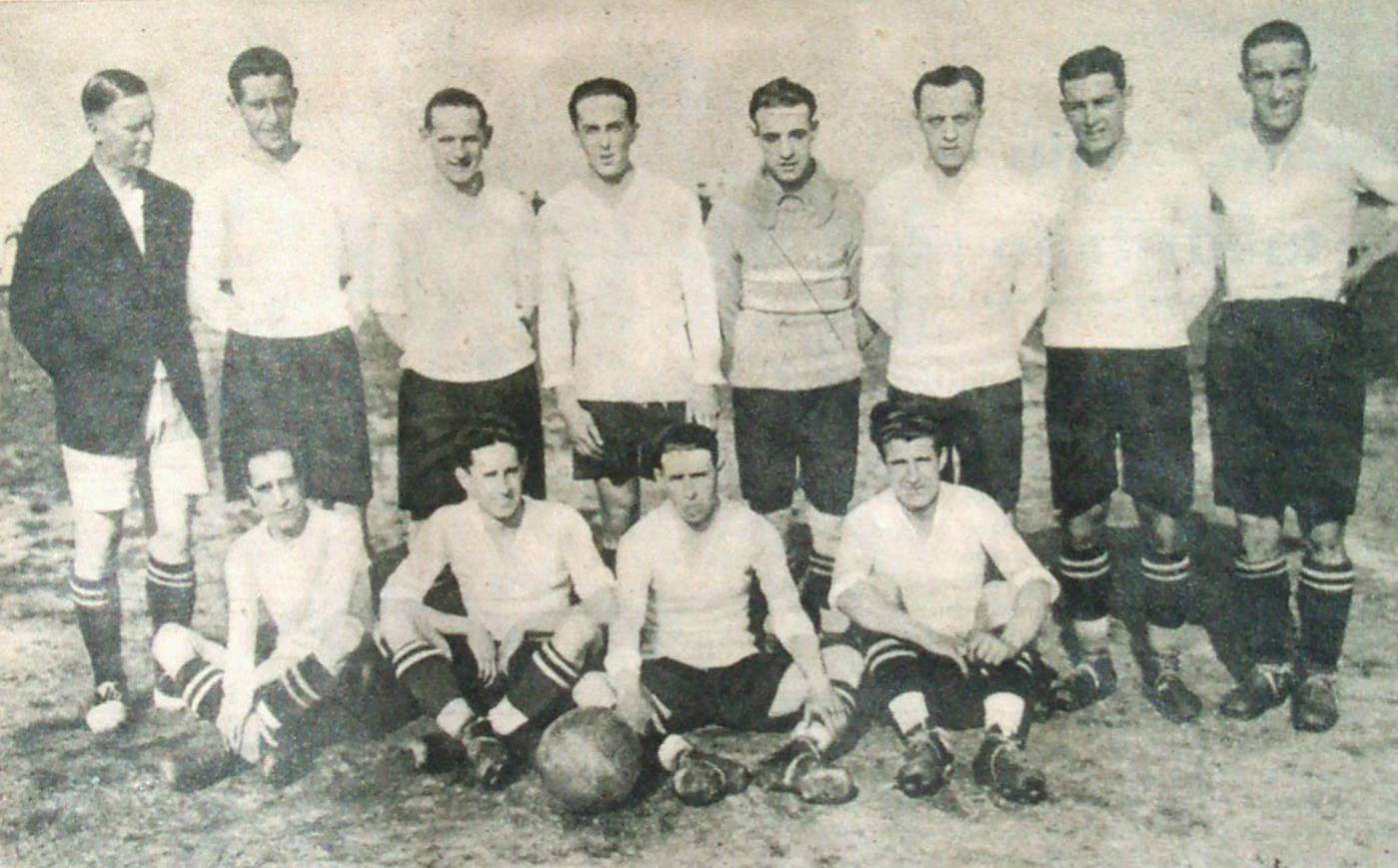

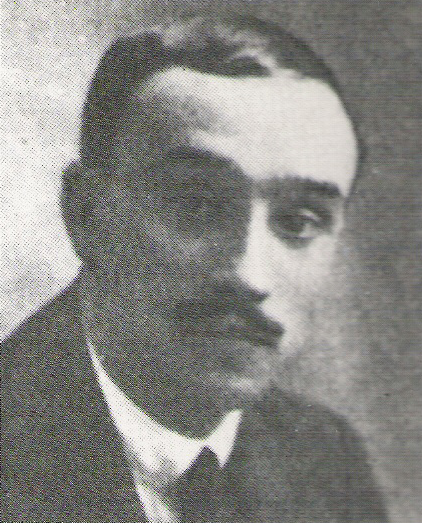
Ángel Sánchez Losada, chủ tịch đầu tiên của câu lạc bộ.

Mùa giải 1928-1929, giải vô địch Tây Ban Nha bắt đầu. Sau một quá trình loại bỏ phức tạp để xác định đội thứ mười và cuối cùng cho Giải hạng nhất mới, Racing liên tiếp đánh bại Valencia, Betis và Sevilla. Câu lạc bộ này là một phần của trận đấu không bàn thắng đầu tiên trong giải đấu, chống lại Athletic Bilbao.
Trong thời kỳ Cộng hòa thứ hai, sự phân loại của Santander rất đa dạng. Trong mùa giải 1930-1931, Nó đã đạt được vị trí á quân tại Liên đoàn Tây Ban Nha, cùng 22 điểm với nhà vô địch Athletic Bilbao, và vị trí thứ ba Real Sociedad. Đây là kết thúc cao nhất mà câu lạc bộ đạt được trong tất cả lịch sử của đội, vào thời điểm đó được HLV người Anh Robert Firth dẫn dắt và được chủ trì bởi Fernando Pombo.
Họ cũng tham gia Giải đấu quốc tế Paris, vào bán kết trước Slavia của Prague  nhưng thua với tỷ số 2-1. Trong những năm 1930, dưới sự chủ trì của học giả Jose María de Cossío, nó có nhiều vị trí khác nhau, từ vị trí thứ ba trong (1933 Ném34) đến thứ hạng thấp. Trong các mùa 1934-35 và 1935-36, Racing đã chơi trong Giải vô địch Khối thịnh vượng chung Castilla-Aragón, và câu lạc bộ đã về nhì trong mùa đầu tiên. Trong khi đó, ở Cantabria, một chức vô địch ít danh tiếng hơn bị tranh chấp, không đủ điều kiện cho Cup Tây Ban Nha; Santona đã giành được nó. Trong mùa giải 1935-36, Racing là câu lạc bộ đầu tiên trong giải đấu Tây Ban Nha đánh bại Barcelona và Real Madrid trong bốn trận đấu (cả sân nhà và sân khách) trong cùng một mùa: vào ngày 8 tháng 12 năm 1935, họ thắng 4-0 đấu với Barcelona ở Campos de Sport de El Sardinero, vào ngày 15 tháng 12, họ thắng ở Madrid 2-4, vào ngày 8 tháng 3 năm 1936, họ đánh bại Barcelona 2-3 vào ngày 15 tháng 3, họ đánh bại Madrid 4-3 tại El Sardinero. Cầu thủ duy nhất ghi bàn trong tất cả các trận đấu (một bàn trong mỗi trận và hai ở Madrid) là Milucho.
Năm 1950, đội bóng xứ Cantabria trở lại giải hàng đầu sau mười năm vắng bóng, ghi 99 bàn chỉ sau 30 trận.

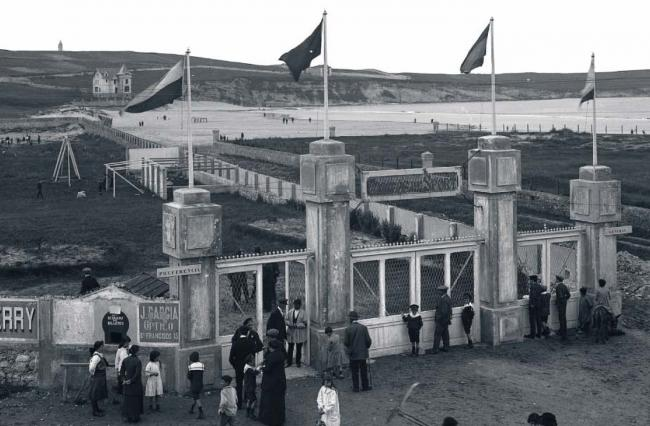
Campos de Sport de El Sardinero trước năm 1910

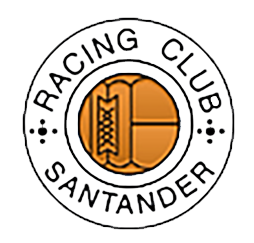
RC Racing de Santander, phù điêu đầu tiên, 1913

Trong thời kỳ Tây Ban Nha Franco, câu lạc bộ được đổi tên thành Real Santander vào năm 1941, vì sự cấm đoán đối với những cái tên không phải tiếng Tây Ban Nha. Tên này đã được khôi phục vào năm 1973 khi đội trở lại bộ phận đầu tiên một năm sau khi gần như xuống hạng, dưới quyền quản lý của HLV trẻ Jose María Maguregui. Racing ngay lập tức xuống hạng, và trải qua các mùa giải giữa các giải hạng nhất và hai, với chức vô địch đăng quang ở Segunda División B (cấp ba mới, được tạo ra vào năm 1977) vào năm 1991. Cựu chiến binh Quique Setién trở lại câu lạc bộ chính của mình vào năm sau, giúp nó trở lại giải hàng đầu và ghi bàn trong mùa giải 1994-95 trước FC Barcelona, trong chiến thắng sân nhà 5-0 lịch sử.

## Cầu thủ

### Đội hình hiện tại
Tính đến ngày 1/2/2024
Ghi chú: Quốc kỳ chỉ đội tuyển quốc gia được xác định rõ trong điều lệ tư cách FIFA. Các cầu thủ có thể giữ hơn một quốc tịch ngoài FIFA.
| Số | VT | Quốc gia    | Cầu thủ                                |
| -- | -- | ----------- | -------------------------------------- |
| 1  | TM | Tây Ban Nha | Miquel Parera                          |
| 2  | HV | Tây Ban Nha | Álvaro Mantilla                        |
| 3  | HV | Tây Ban Nha | Saúl García                            |
| 4  | HV | Tây Ban Nha | Pol Moreno                             |
| 5  | HV | Tây Ban Nha | Germán Sánchez                         |
| 6  | TV | Tây Ban Nha | Íñigo Sainz-Maza (đội trưởng)          |
| 7  | TV | Tây Ban Nha | Marco Sangalli                         |
| 8  | TV | Tây Ban Nha | Jordi Mboula                           |
| 9  | TĐ | Tây Ban Nha | Juan Carlos Arana (mượn từ Eibar)      |
| 10 | TV | Tây Ban Nha | Iñigo Vicente                          |
| 11 | TĐ | Tây Ban Nha | Andrés Martín (mượn từ Rayo Vallecano) |
| 12 | TĐ | Croatia     | Roko Baturina (mượn từ Gil Vicente)    |

| Số | VT | Quốc gia    | Cầu thủ                      |
| -- | -- | ----------- | ---------------------------- |
| 13 | TM | Tây Ban Nha | Jokin Ezkieta                |
| 14 | TĐ | Tây Ban Nha | Ekain Zenitagoia             |
| 15 | HV | Tây Ban Nha | Rubén Alves                  |
| 16 | TV | Tây Ban Nha | Iván Morante (mượn từ Ibiza) |
| 17 | TĐ | Tây Ban Nha | Peque Fernández              |
| 18 | HV | Tây Ban Nha | Manu Hernando                |
| 19 | TV | Pháp        | Clément Grenier              |
| 20 | TV | Bờ Biển Ngà | Lago Júnior                  |
| 21 | TV | Tây Ban Nha | Aritz Aldasoro               |
| 22 | HV | Tây Ban Nha | Juan Gutiérrez               |
| 23 | HV | Tây Ban Nha | Dani Fernández               |
| 40 | HV | Tây Ban Nha | Mario García                 |

### Đội dự bị
Ghi chú: Quốc kỳ chỉ đội tuyển quốc gia được xác định rõ trong điều lệ tư cách FIFA. Các cầu thủ có thể giữ hơn một quốc tịch ngoài FIFA.
| Số | VT | Quốc gia    | Cầu thủ           |
| -- | -- | ----------- | ----------------- |
| 26 | TĐ | Tây Ban Nha | Álvaro Santamaría |
| 29 | TĐ | Tây Ban Nha | Jeremy Arévalo    |
| 30 | HV | Tây Ban Nha | Mario Jorrín      |

| Số | VT | Quốc gia    | Cầu thủ         |
| -- | -- | ----------- | --------------- |
| 32 | TV | Tây Ban Nha | Diego Campo     |
| 33 | TV | Tây Ban Nha | Marcos Bustillo |
| 38 | TV | Tây Ban Nha | Neco Celorio    |